# Dobra (gemeente in powiat Turecki)
De gemeente Dobra is een stad- en landgemeente in het Poolse woiwodschap Groot-Polen, in powiat Turecki.
De zetel van de gemeente is in miasto Dobra.
Op 30 juni 2004 telde de gemeente 6404 inwoners.

## Oppervlakte gegevens
In 2002 bedroeg de totale oppervlakte van gemeente Dobra 131,79 km², waarvan:
- agrarisch gebied: 70%
- bossen: 18%

De gemeente beslaat 14,18% van de totale oppervlakte van de powiat.

## Demografie
Stand 30 juni 2004:
| Omschrijving                   | Totaal | Totaal | Vrouwen | Vrouwen | Mannen | Mannen |
| ------------------------------ | ------ | ------ | ------- | ------- | ------ | ------ |
| eenheid                        | aantal | %      | aantal  | %       | aantal | %      |
| inwoners                       | 6404   | 100    | 3266    | 51      | 3138   | 49     |
| bevolkingsdichtheid (inw./km²) | 48,6   | 48,6   | 24,8    | 24,8    | 23,8   | 23,8   |

In 2002 bedroeg het gemiddelde inkomen per inwoner 1260,18 zł.

## Aangrenzende gemeenten
Goszczanów, Kawęczyn, Pęczniew, Poddębice, Przykona, Turek, Uniejów, Warta